# Youssef Slama
Pour les articles homonymes, voir Slama.
 (juin 2019).
Si vous disposez d'ouvrages ou d'articles de référence ou si vous connaissez des sites web de qualité traitant du thème abordé ici, merci de compléter l'article en donnant les références utiles à sa vérifiabilité et en les liant à la section « Notes et références ».
Youssef Slama ou Joseph Slama, connu également sous le nom de Soussou Slama, né le 19 septembre 1902 à Tunis et mort le 24 janvier 1970 au Grand-Lucé (France), est un compositeur et cithariste tunisien.

## Biographie
Né le 19 septembre 1902 à Tunis, fils de Mardochée Slama et Émilie Lelouche, il hérite de son père, compositeur et cithariste (qânoundji) autodidacte et professeur de musique arabe proche du baron Rodolphe d'Erlanger, le don de la musique.
Dans les années 1930, il se produit à la cour beylicale où son talent est particulièrement apprécié et où on le comble d'honneur. À sa façon, il intègre la musique égyptienne et le malouf tunisien.
Il est à l'affiche dans les années 1950 comme soliste au Théâtre municipal de Tunis et au Palais des sociétés françaises mais aussi auprès de grands interprètes comme Ali Riahi, Fethia Khaïri et Chafia Rochdi. D'autres artistes, tels Sayed Chatta (ar) et le cheïkh Amine Hassanine Salem, venus d'Égypte exigent sa participation dans leurs orchestres. 
Modeste et altruiste, il aide nombre de ses coreligionnaires à faire carrière dans le chant comme dans la musique. Membre de la SACEM, il se rend en 1968 à Jérusalem et enregistre dans les studios de Kol Israel, à l'occasion d'une interview accordée au docteur Amnon Shiloah, musicologue de renom, un choix de ses compositions.
Devenue employé de magasin à Paris, il meurt le 24 janvier 1970 au Grand-Lucé dans la Sarthe avant d'être inhumé à Jérusalem.